# Sauris muscosa
Sauris muscosa là một loài bướm đêm trong họ Geometridae.